# Houston Rockets 2000-2001
La stagione 2000-01 degli Houston Rockets fu la 34ª nella NBA per la franchigia.
Gli Houston Rockets arrivarono quinti nella Midwest Division della Western Conference con un record di 45-37, non qualificandosi per i play-off.

## Roster
| N° | Naz.                   | Ruolo | Sportivo         | Anno | Alt. | Peso |
| -- | ---------------------- | ----- | ---------------- | ---- | ---- | ---- |
| 2  | Stati Uniti (bandiera) | A     | Maurice Taylor   | 1976 | 206  | 118  |
| 3  | Stati Uniti (bandiera) | G     | Steve Francis    | 1977 | 191  | 88   |
| 5  | Stati Uniti (bandiera) | A     | Cuttino Mobley   | 1975 | 193  | 86   |
| 6  | Stati Uniti (bandiera) | AC    | Carlos Rogers    | 1971 | 211  | 100  |
| 9  | Stati Uniti (bandiera) | A     | Anthony Miller   | 1971 | 206  | 102  |
| 12 | Stati Uniti (bandiera) | G     | Moochie Norris   | 1973 | 185  | 79   |
| 13 | Stati Uniti (bandiera) | C     | Kelvin Cato      | 1974 | 211  | 116  |
| 14 | Stati Uniti (bandiera) | A     | Dan Langhi       | 1977 | 211  | 100  |
| 20 | Stati Uniti (bandiera) | G     | Sean Colson      | 1975 | 183  | 79   |
| 21 | Stati Uniti (bandiera) | A     | Kenny Thomas     | 1977 | 201  | 118  |
| 34 | Stati Uniti (bandiera) | C     | Hakeem Olajuwon  | 1963 | 213  | 116  |
| 40 | Stati Uniti (bandiera) | GA    | Shandon Anderson | 1973 | 198  | 94   |
| 42 | Stati Uniti (bandiera) | GA    | Walt Williams    | 1970 | 203  | 99   |
| 50 | Stati Uniti (bandiera) | A     | Matt Bullard     | 1967 | 208  | 98   |
| 52 | Stati Uniti (bandiera) | C     | Jason Collier    | 1977 | 213  | 118  |

## Staff tecnico
- Allenatore: Rudy Tomjanovich
- Vice-allenatori: Larry Smith, Jim Boylen, Mike Wells